# Новоаннинский
Новоа́ннинский — город (с 1956) в Волгоградской области России, административный центр Новоаннинского района. В рамках организации местного самоуправления вместе с посёлком учхоза образует городское поселение г. Новоаннинский. Бывшая станица Ново-Аннинская Войска Донского.
Население — 15 351 чел. (2021).

## Этимология
Получил название от станицы Анненской, в юрте которой он был основан как пристанционный посёлок.

## Физико-географическая характеристика

### Географическое положение
Город находится в пределах Хопёрско-Бузулукской равнины, являющейся южным окончанием Окско-Донской низменности, на левом берегу реки Бузулук (бассейн Дона). Центр города расположен на высоте около 90 метров над уровнем моря. Полотном железной дороги город разделён на две практически равные половины. Западная половина города, в свою очередь, разделена на две части балкой Перевозинка. Почвы — пойменные нейтральные и слабокислые.
Новоаннинский, как и вся Волгоградская область, находится в часовой зоне МСК (московское время). Смещение применяемого времени относительно UTC составляет +3:00.

### Климат
Климат умеренный континентальный (согласно классификации климатов Кёппена — Dfb). Многолетняя норма осадков — 453 мм. В течение года количество выпадающих атмосферных осадков распределяется относительно равномерно: наибольшее количество осадков выпадает в июле — 56 мм, наименьшее в августе — 34 мм. Среднегодовая температура положительная и составляет + 8,3 °С, средняя температура самого холодного месяца января −6,6 °С, самого жаркого месяца июля +23,2 °С.
| Показатель                                       | Янв. | Фев. | Март | Апр. | Май  | Июнь | Июль | Авг. | Сен. | Окт. | Нояб. | Дек. |
| ------------------------------------------------ | ---- | ---- | ---- | ---- | ---- | ---- | ---- | ---- | ---- | ---- | ----- | ---- |
| Средний суточный максимум, °C                    | −4,2 | −3,4 | 3,4  | 14,1 | 21,3 | 25,2 | 27,9 | 27,6 | 20,4 | 11,6 | 3,3   | −1,6 |
| Средняя температура, °C                          | −6,6 | −6,2 | −0,4 | 9    | 16,3 | 20,5 | 23,2 | 22,5 | 15,7 | 8    | 0,9   | −3,6 |
| Средний суточный минимум, °C                     | −9,4 | −9,4 | −4,8 | 3,2  | 10,2 | 14,6 | 17,5 | 16,7 | 10,7 | 4,4  | −1,7  | −6   |
| Норма осадков, мм                                | 48   | 39   | 41   | 40   | 49   | 55   | 56   | 34   | 50   | 45   | 44    | 49   |
| Средняя влажность, %                             | 84%  | 84%  | 77%  | 63%  | 55%  | 54%  | 52%  | 49%  | 57%  | 69%  | 81%   | 82%  |
| Источник: «Climate Data» актуально на 01.01.2021 |      |      |      |      |      |      |      |      |      |      |       |      |

## История

### XIX век
На территории современного города Новоаннинский в XIX веке располагались хутора Привокзальный, Громков и Перевозинский.
В 1868 году началось строительство Грязе-Царицынской железной дороги, которая должна была пройти через Хопёрский округ, в том числе через крупную торговую станицу Филоновскую на реке Бузулук. Однако местные казаки на войсковом совете выступили против прокладки железной дороги через земли станицы, опасаясь ущерба местному хозяйству. После неудачных попыток убедить казаков Борисоглебская концессионная компания приняла решение проложить железную дорогу ближе к станице Аннинской.

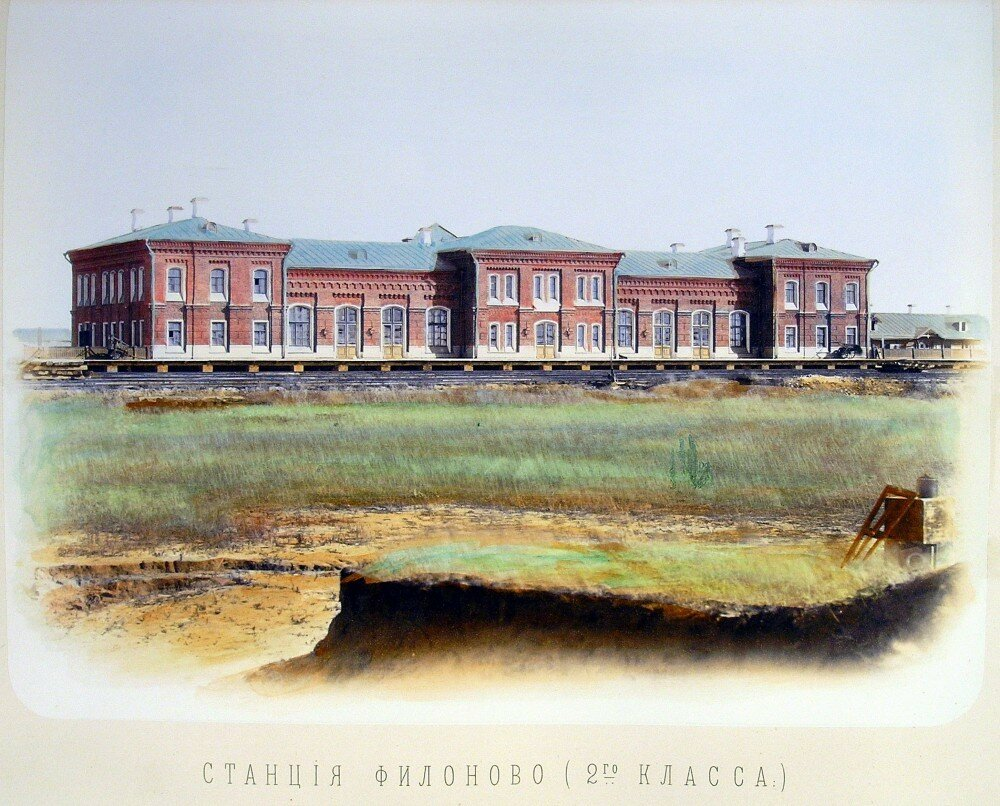
Станция Филоново в 1870 году

В 1869 году на месте будущей станции Филоново появились первые землянки для строителей, прибывших из Воронежа. К работам также привлекали местное население, которое занималось подвозкой камня, рельсов и шпал. Началось строительство железнодорожного моста через реку Бузулук протяженностью более 100 метров. Открытие движения на линии Борисоглебск – Филоново состоялось 26 декабря 1870 года, после чего станция Филоново Грязе-Царицынской железной дороги стала важным транспортным узлом региона. Уже к июлю 1871 года было налажено сквозное движение до города Царицын.
Станция Филоново быстро стала центром притяжения для жителей окрестных хуторов и станиц. Вокруг станции выросли первые мастерские, склады и жилые дома. Станция Филоново получила II класс, а для её нужд был построен двухэтажный вокзал из красного кирпича. За станцией закрепили железнодорожные пути протяженностью 2 726 саженей. Развитие железной дороги способствовало предпринимательству и привлечению купцов и промышленников, что ускорило рост поселения.
Согласно Списку населённых мест Области Войска Донского за 1873 год, вблизи станции Филоново находились несколько хуторов. Хутор Громковский, расположенный в 1 версте от станции, насчитывал 28 дворов и 185 жителей, хутор Перевозинский, расположенный в 2 верстах от станции, — 44 двора и 351 жителя. Основными видами хозяйства в хуторах были земледелие и скотоводство. При станции Филоново также появился хутор Привокзальный, который быстро развивался благодаря своему удобному расположению и стал торговым центром для близлежащих станиц. В нём были построены склады для хранения зерна.
По данным Всероссийской переписи 1897 года, в хуторе Привокзальный проживало 1 563 человека.
Так, к концу XIX века в районе станции Филоново сложился крупный транспортно-торговый узел, ставший основой для дальнейшего развития поселения.

### Начало XX века
К началу XX века хутор Привокзальный (на месте современного Новоаннинского) стал значительным торгово-промышленным центром региона. В 1901 году в хуторе функционировали уже 74 торговых и промышленных заведения, а также заработал телеграф. В 1906 году хутор по своему устройству и активной торговой жизни сравнивали с небольшими городами. В журнале областного правления Войска Донского за 14 марта 1906 г. отмечено: «Хутор Привокзальный по укладу своей жизни имеет характер чисто городского поселения; большинство жителей иногородние торговцы, здесь ежедневно бывают большие базары сельскохозяйственными продуктами, торгово-промышленных предприятий здесь очень много, и торговля идет так бойко, что многие города уступают этим местностям в обширности торговли».
Ассортимент товаров был обширен и включал не только сельскохозяйственную продукцию, но и оборудование для аграрных и хозяйственных нужд. В рекламной публикации торгового дома Михаила и Федора Дутиковых от 4 августа 1912 года сообщалось о наличии в их магазине различных сельскохозяйственных машин и инвентаря, включая сенокосилки, сноповязалки, русские жатки, молотилки, плуги, сортировки, сеялки, мельничные жернова, пожарные трубы, клозетные насосы и другое оборудование.
В 1911 году после визита в хутор наказного атамана Войска Донского генерала Александра Васильевича Самсонова Привокзальный был переименован в Самсоновский. Стремительное развитие хутора привлекло внимание региональной прессы. В статье газеты «Донские ведомости» от 1 апреля 1914 года сообщалось, что Самсоновский разросся настолько, что выглядел как культурный уездный городок. Здесь работали электрическая станция, банк, разнообразные магазины и обывательские дома, что делало его похожим на город, хотя официально он оставался хутором.
О зажиточности жителей Самсоновского можно судить по документам, хранящимся в краеведческом музее города Новоаннинский. Например, купчая от 1916 года свидетельствует о продаже дома, принадлежавшего крестьянке Анисье Ключевской, казаку Смирнову за 1 750 рублей. В описании дома указано, что это был деревянный дом, обложенный кирпичом, крытый железом, с палисадником, фруктовым садом, надворными постройками, деревянной кухней и ледником.
В марте 1918 года, после установления советской власти, хутор Самсоновский был переименован в станицу Ново-Аннинскую.
В 1934 году деревянная мельница в станице была преобразована в крупозавод №12 «Росглавкрупа», который стал вырабатывать помимо манной ячневую и пшеничную крупы.

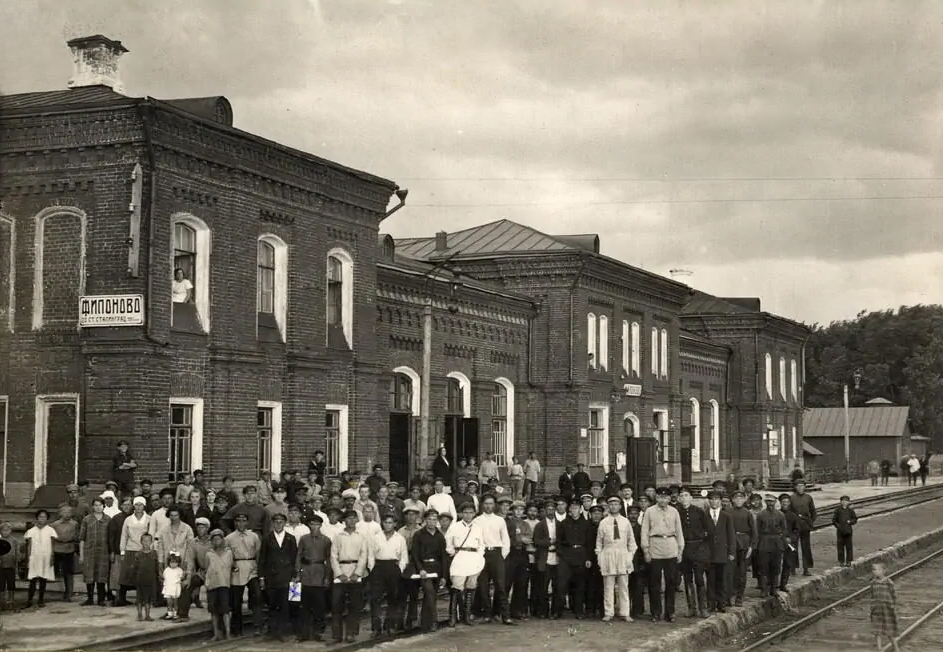
Станция Филоново в 1920-е годы

В 1920-1930-х годах станица развивалась как центр сельского хозяйства и торговли, здесь активно создавались коллективные хозяйства. В ходе коллективизации возникли первые колхозы и совхозы, а также предприятия, направленные на переработку сельскохозяйственной продукции.
С 1 августа 1936 года станица Ново-Аннинская получила статус рабочего посёлка и стала официально именоваться посёлком Ново-Аннинским.

### Великая Отечественная война
В годы Великой Отечественной войны посёлок Новоаннинский стал важным военным узлом. Многие жители посёлка и района ушли на фронт, сражаясь за Родину. За июнь и первую половину июля 1941 года в армию ушли более трёх тысяч человек, треть из которых составили добровольцы.
Для укрепления обороны вокруг посёлка и вдоль главных магистралей силами населения было сооружено 11,4 километра оборонительных укреплений.
Жители Новоаннинского района оказали значительную помощь фронту, собирая средства на строительство авиаэскадрильи «Героический Сталинград» и танковой колонны «Новоаннинский колхозник». В районе также развернули цех по изготовлению бутылок с зажигательной смесью, предназначенных для борьбы с вражеской бронетехникой.
В 1941 году промышленная артель «Рассвет» наладила производство корпусов и опорных плит для миномётов. Автомастерские стали ремонтными базами, где восстанавливали военную технику, включая «Катюши».
Существенный вклад в оборону страны внёс добровольческий казачий кавалерийский полк, сформированный в Новоаннинском. За выдающиеся боевые действия на Северном Кавказе в 1942 году полк был преобразован в 39-й Гвардейский. В составе 5-го Донского кавалерийского корпуса новоаннинцы прошли с боями до Австрийских Альп.
За годы войны Новоаннинский район передал государству 5 миллионов пудов хлеба, а также большое количество мяса, молока и другой сельхозпродукции, необходимой для поддержания фронта и тыла.

### XX в. Послевоенный период
После завершения Великой Отечественной войны посёлок Новоаннинский начал активное восстановление и развитие. По состоянию на 1 января 1956 года население посёлка составляло 25 690 человек.
Указом Президиума Верховного Совета от 14 июня 1956 года посёлку Новоаннинскому был присвоен статус города. Важно отметить, что в официальных документах, относящихся к 1936–1960 годам, название города записывалось как Ново-Анненский, тогда как после 1960 года оно стало писаться как Новоаннинский.
В 1956 году крупозавод и элеваторы объединились в единое предприятие «Филоновский крупокомбинат», переименованный в 1975 году в «Филоновский комбинат хлебопродуктов». Это объединение способствовало увеличению объёмов производства и улучшению качества продукции.
В 1967 году в городе был открыт историко-революционный музей, который стал важным центром сохранения и популяризации истории региона.
По данным Всесоюзной переписи населения 1979 года, в Новоаннинском проживали 20 932 человека.
В 1983 году, по договоренности между руководством Московского завода электронной медицинской аппаратуры и райкомом КПСС Новоаннинского района, было принято решение об открытии филиала Московского завода «ЭМА» под названием Цех №30 Производство №1.
23 августа 1983 года этот цех был переименован в Новоаннинский завод «ЭМА», и эта дата была признана руководством завода официальным днём рождения Новоаннинского завода «ЭМА». Завод стал важным предприятием в регионе, специализируясь на производстве электронной медицинской аппаратуры.

### Россия
21 декабря 2004 года Новоаннинский район получил статус муниципального района с административным центром в Новоаннинском.
В 2005 году город Новоаннинский получил административное самоуправление и стал именоваться «Городское поселение г. Новоаннинский». Были созданы административные, законодательные и муниципальные организации, территориально-общественные объединения самоуправления.
В октябре 2018 года был открыт маслоэкстракционный завод «Каргилл». Завод построили в рамках реализации масштабного инвестпроекта суммарной стоимостью свыше 10 млрд рублей.
В соответствии с индексом качества городской среды за 2023 год, предоставленного Министерством строительства и жилищно-коммунального хозяйства РФ совместно с институтом развития ДОМ.РФ, Новоаннинский признана городом с неблагоприятной городской средой, набрав 180 из 360 баллов.

## Религия
Первый храм на территории современного поселения был построен в 1895 году на средства купца Василия Хрисанфоровича Симбирцева. Он был приобретён у общества Дурновской станицы и перевезён в хутор. Общество Анненской станицы выделило площадь под храм, а местный благочинный с участковым заседателем выбрали подходящее место для молитвенного дома и церковной площади.
В мае 1895 года молитвенный дом был готов к освящению, и в том же месяце был получен святой антиминс и благословение на освящение храма во имя Святых бессеребреников Козьмы и Дамиана. Освящение состоялось 10 июня 1895 года, и на нем присутствовало множество людей. Священник Анненской станицы Авраам Сергеев провёл проповедь, и казаки преподнесли купцу хлеб-соль.
В 1904 году молитвенный дом стал тесен, и благодаря совместным усилиям купцов и прихожан началось строительство новой, более вместительной церкви. Успенская церковь хутора Самсоновского была построена в 1907 году. Она была деревянной, на кирпичном фундаменте, с колокольней, крытой жестью, и имела один престол — во имя Успения Пресвятой Богородицы.
По указу Консистории в 1912 году в Успенской церкви был открыт второй штат, включавший двух священников, двух псаломщиков, просвирню и старосту. К 1917 году штат был дополнен дьяконом и двумя псаломщиками. Священники жили на доходы, получаемые от прихожан за требоисправления, а также получали зарплату за преподавание Закона Божия в приходских училищах.
В 1915 году к приходской общине принадлежало 3391 человек, а церковь не имела своего земельного надела. Причт пользовался пятью паевыми казачьими наделами. В приходе также действовали различные учебные заведения, такие как Самсоновское приходское училище и Перевозинское приходское училище.
10 июня 1932 года в рамках борьбы советской власти с религией Успенская церковь была закрыта.
Строительство церкви Феофана Затворника в Новоаннинском началось с приобретения двух земельных участков 7 августа 1990 года. На одном из участков располагался молитвенный дом, а на другом проживал настоятель с семьёй.
Процесс возведения растянулся до 2000 года, после чего работы были «заморожены» на несколько лет. В 2007 году, благодаря пожертвованиям прихожан, строительство было возобновлено и завершилось в 2011 году.

## Экономика
Предприятия города представлены следующими организациями:
- Завод по переработке семян подсолнечника — филиал ООО «Каргилл». Мощность предприятия — 640 тысяч тонн семян подсолнечника в год. Основной вид экономической деятельности — производство масел, жиров и лецитина. Продукция поступает не только на внутренний рынок, но и экспортируется за пределы страны.[22]
- ОАО «Новоаннинский комбинат хлебопродуктов». 24 Основные виды продукции и направления деятельности — хранение всех видов сельскохозяйственных культур со всеми сопутствующими технологическими линиями для подработки и сушки.[23]
- АОЗТ «Хлебозавод Новоаннинский». Основные виды деятельности предприятия — производство хлеба и мучных кондитерских изделий недлительного хранения.[24]
- ОАО «Новоаннинский завод электромедицинской аппаратуры». Основные виды деятельности предприятия — производство медицинской аппаратуры и конструирование новых моделей медицинского оборудования, розничная торговля.[25]

Оборот крупных и средних организаций (средняя численность работников, которых превышает 15 человек) всех видов деятельности за 2019 год в Новоаннинском районе составил 6410,2 млн. рублей, объем отгруженных товаров собственного производства, выполненных работ и услуг собственными силами – соответственно 4481,5 млн. рублей.

## Культура

### Музей
Историко-краеведческий музей Новоаннинского муниципального района был основан 8 мая 1964 года решением исполнительного комитета Новоаннинского районного Совета депутатов трудящихся Волгоградской области.
Открытие музея состоялось 24 ноября 1967 года и изначально он носил название «50 лет Великого Октября». Музей разместился на втором этаже здания Центра по работе с молодёжью.
Весной 1991 года общественность района начала сбор средств на строительство нового двухэтажного здания для районного краеведческого музея. На месте строительства был заложен памятный камень, но последующие политические и экономические события в стране помешали осуществлению этих планов.
В 2011 году администрация Новоаннинского района предоставила под нужды музея старинное здание в центре города — бывший дом купца Комарова 1900 года постройки.
В 2020 году в целях сохранения культурного наследия донского казачества при музее создали стилизованное казачье подворье.
Экспозиции музея размещены в четырёх залах, фойе, на казачьем подворье. Постоянные экспозиции музея: «Археология и палеонтология», «Жизнь и быт казаков», «Век двадцатый — революционный», «Район в годы Великой Отечественной войны», «Новоаннинцы — воины и труженики, прославившие родной край».

### Кинотеатр
Кинотеатр «Родина» в городе Новоаннинский располагается в историческом здании 1905 года, которое первоначально служило магазином купца Комарова. С 1934 года здание функционировало как кинотеатр «Юнгштурм», став излюбленным местом местных жителей. Во время Великой Отечественной войны кинотеатр подвергся бомбардировке и был частично разрушен. После войны здание было восстановлено и продолжило работу под именем «Родина» до 1992 года. В период перестройки кинотеатр был закрыт на длительное время.
В 2006 году по инициативе главы города и по просьбе общественности и жителей района началась реконструкция кинотеатра. Первый этаж был открыт для посетителей в 2008 году. Полностью обновленный кинотеатр вновь начал работу в 2016 году благодаря поддержке Фонда кино. В рамках федеральной программы было выделено 5 миллионов рублей на приобретение современной киноаппаратуры.
В настоящий момент в кинотеатре имеется зал на 160 мест.

### Культурный центр
Дворец культуры «Победа»
В 1986 году жители Новоаннинского впервые посетили просторные залы районного Дворца культуры «Победа». В 2011 году было создано муниципальное бюджетное учреждение культуры «Центр культуры и искусства».
В этом учреждении работают 16 кружков художественной самодеятельности и 5 любительских объединений. Пять коллективов имеют звание «народный»: фольклорный ансамбль «Аннушка», хор ветеранов войны и труда «Вдохновение», мужской ансамбль «Подснежник», хор русской песни, ансамбль казачьей песни и танца «Казачья удаль». Детский фольклорный ансамбль «Садовина» удостоен звания «образцовый».
Центр культуры и искусства проводит праздничные концерты, торжественные собрания и различные мероприятия для всех категорий жителей города и Новоаннинского района. Сегодня это учреждение является центром культурной жизни района.

### Парково-рекреационные зоны
Новоаннинский городской парк культуры и отдыха
Новоаннинский городской парк культуры и отдыха расположен в центральной части города.
На территории парка находятся историко-культурные и военно-исторические объекты: мемориальный комплекс захоронения воинов, умерших от ран в период Гражданской и Великой Отечественной войн, памятные стеллы, посвящённые воинам-интернационалистам и ликвидаторам аварии на Чернобыльской АЭС.
Большая центральная аллея украшена цветочными композициями и вечнозелёными растениями, удобными для отдыха лавочками. Парк аттракционов насчитывает два стационарных аттракциона и один передвижной, обустроен игровыми детскими комплексами и качелями.

### Памятники и скульптуры
Памятник Владимиру Ленину
22 апреля 1965 года, в 95-ю годовщину со дня рождения Ленина, на центральной площади был открыт четырехметровый памятник В. И. Ленину.
Мемориал памяти воинов, погибших в годы борьбы с фашизмом в 1941–1945 годах
На месте мемориала установлена стела, на которой выгравированы имена погибших земляков и горит Вечный огонь.
Мемориальный комплекс возле Громковского кладбища
В память о жителях, внесших вклад в Великую Отечественную войну, Александром Харламовым в городе был возведён мемориал возле Громковского кладбища. Мемориал включает в себя железнодорожный вагон образца 1941 года, аналогичный тем, в которых красноармейцы ехали на фронт. Этот раритетный экспонат отреставрирован силами Управления Приволжской железной дороги специально для мемориала в Новоаннинске.
Благодаря поддержке бывшего министра обороны Сергея Шойгу, мемориал был дополнен 100-миллиметровым противотанковым орудием МТ-12 «Рапира» и полевой кухней КП-125. Композицию венчает памятная стела, установленная в честь 10 уроженцев Новоаннинска, удостоенных звания Героя Советского Союза.

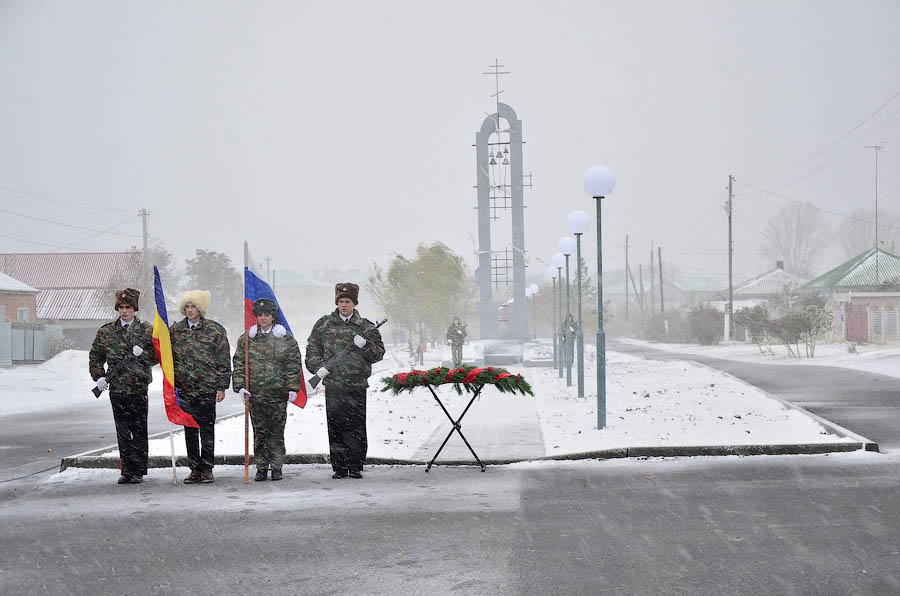
Памятник казакам
Памятник казакам в Новоаннинском был открыт 9 мая 1995 года. Его установили в память о казаках, павших в годы Гражданской и Великой Отечественной войны.
Основа памятника — вертикальная монолитная железобетонная конструкция высотой 9 метров из двух пилонов, завершающихся разорванной и смещённой аркой. Венчает конструкцию православный крест высотой 2 метра.
На фоне вертикальных конструкций с западной и восточной стороны расположены по четыре летящих птицы. Они символизируют бессмертные души погибших, замученных и умерших в годы войны.
Памятник казачке Анне
История памятника связана с местной легендой: в середине XVI века татарский отряд подошёл к броду через реку Бузулук, собираясь неожиданно напасть на жителей станицы Черновской. В это время на берегу реки стирала бельё казачка по имени Анна. Двое всадников напали на неё, пытаясь связать, чтобы она не успела предупредить об их приближении. Анна не растерялась и вальком, которым отбивала бельё, уложила обидчиков. Добежав до станицы, подняла тревогу. Благодаря этому казаки станицы Черновской отразили нападение татар. Позже станица Черновская была переименована в станицу Анненскую.
Памятник Анне был установлен в октябре 2021 года. По результатам народного голосования была выбрана ростовая фигура девушки в традиционной казачьей одежде, высотой 2 метра. Анна крестится и благодарит Господа за то, что он дал ей возможность спасти станицу и её жителей.

## Образование
В городе действуют следующие общеобразовательные учреждения:
- МКДОУ Новоаннинский детский сад № 1 — ул. Ленина, д. 106;
- МКДОУ Новоаннинский детский сад № 4 — ул. Киквидзе, д. 105;
- МКДОУ Новоаннинский детский сад № 5 — ул. Октябрьская, д. 67а;
- МКОУ Новоаннинская гимназия — ул. Советская, д. 82;
- МКОУ СОШ №1 — ул. Рабочая, д. 106;
- МКОУ СОШ №2 — ул. Калинина, д. 106;
- МКОУ СОШ №4 — ул. Ленина, влд. 44;
- МКОУ СОШ №5 — ул. Пионерская, д. 58;
- МКОУ ДО Новоаннинская ДЮСШ — ул. Ленина, д. 66;
- МБУ ДО Центр по работе с детьми и молодёжью — ул. Ленина, д. 70.

## Здравоохранение
В Новоаннинском действуют следующие медицинские учреждения:
- Станция скорой медицинской помощи — пер. Восточный, д. 88;
- Новоаннинская центральная районная больница — пер. Восточный, д. 88;
- Новоаннинская центральная районная больница. Детское отделение пер. Восточный, д. 88

## Спорт
В Новоаннинском  для развития спорта действует муниципальное бюджетное учреждение «Новоаннинский центр развития физической культуры, спорта и массового отдыха населения».
В центре функционируют четыре спортивных направления:
- Кружок по стрельбе. Находится в тире Новоаннинской гимназии.
- Кружок по рукопашному бою.
- Кружок по шахматам.
- Городская футбольная команда «Бузулук». В её состав входят воспитанники городской спортивной школы.
 В 2023 году команда «Бузулук» стала победителем Второй группы чемпионата Волгоградской области по футболу.[37] Свои матчи команда проводит на стадионе «Центральный», вмещающим 1000 зрителей.[38]

## СМИ
Сетевое издание «Новоаннинские вести».
Учредителем СМИ является муниципальное автономное учреждение «Новоаннинский редакционно-издательский комплекс» Новоаннинского муниципального района Волгоградской области.
Адрес редакции: пер. Казачки Анны, д. 5 «а»

## Транспорт
По западной окраине города проходит автодорога федерального значения Р22 «Каспий», связывающая Новоаннинский с Москвой (730 км) и Волгоградом (255 км).
Также через город проходит автодорога 18К-6 «Елань — Преображенская — Новоаннинский — Алексеевская — Кругловка — Шумилинская (Ростовская область)», обеспечивающая транспортную связь с районными центрами Волгоградской области.
Регулярные автобусные маршруты связывают Новоаннинский с Москвой, Волгоградом, ближайшими региональными и областными центрами.
В городе также расположена железнодорожная станция Филоново Приволжской железной дороги на линии Волгоград I — Поворино, связывающая город с Волгоградом, Москвой и другими городами.
Ближайший аэропорт — Гумрак — расположен в Волгограде (241 км).

## Население
Динамика численности населения по годам:
| 1897    | 1939    | 1959    | 1967    | 1970    | 1979    | 1989    | 1992    | 1996    |
| ------- | ------- | ------- | ------- | ------- | ------- | ------- | ------- | ------- |
| 1563    | ↗15 244 | ↗18 664 | ↗20 000 | ↗20 461 | ↗20 932 | ↘20 922 | ↘20 900 | →20 900 |
| 1998    | 2000    | 2001    | 2002    | 2003    | 2005    | 2006    | 2007    | 2008    |
| ↘20 700 | ↘20 400 | ↘20 100 | ↘19 472 | ↗19 500 | ↘18 900 | ↘18 600 | ↘18 400 | ↘18 200 |
| 2009    | 2010    | 2011    | 2012    | 2013    | 2014    | 2015    | 2016    | 2017    |
| ↘18 047 | ↘17 912 | ↘17 900 | ↘17 546 | ↘17 277 | ↘17 009 | ↘16 777 | ↘16 655 | ↘16 436 |
| 2018    | 2019    | 2020    | 2021    |         |         |         |         |         |
| ↘16 294 | ↘16 112 | ↘15 858 | ↘15 351 |         |         |         |         |         |

На 1 января 2025 года по численности населения город находился на 780-м месте из 1124 городов Российской Федерации.

## Органы местного самоуправления
Организация и функционирование органов местного самоуправления регулируются Уставом городского поселения г. Новоаннинский Новоаннинского муниципального района Волгоградской области, принятого решением Думы городского поселения от 30.12.2005 №5/1.

### Структура органов местного самоуправления
Дума городского поселения г. Новоаннинский
- Дума городского поселения г. Новоаннинский является представительным органом городского поселения г. Новоаннинский.
- Дума городского поселения г. Новоаннинский состоит из 15 депутатов.
- В компетенцию Думы входит утверждение устава и бюджета, управление муниципальным имуществом, налогами, стратегией развития, назначение выборов и контроль местного самоуправления.

Глава городского поселения г. Новоаннинский
- Глава городского поселения г. Новоаннинский является высшим должностным лицом городского поселения г. Новоаннинский.
- Срок полномочий главы городского поселения г. Новоаннинский устанавливается в соответствии с законом Волгоградской области и составляет 5 лет.
- Глава городского поселения г. Новоаннинский представляет поселение в отношениях с другими органами, осуществляет руководство администрацией, подписывает и обнародует нормативные акты, обеспечивает выполнение местных и государственных полномочий, вносит на утверждение бюджет и стратегию развития, а также издает постановления по своей компетенции.

Администрация городского поселения г. Новоаннинский
- Администрация городского поселения г. Новоаннинский является исполнительно-распорядительным органом городского поселения г. Новоаннинский.
- Администрация городского поселения г. Новоаннинский подотчетна и подконтрольна Думе городского поселения г. Новоаннинский.
- Администрацию городского поселения г. Новоаннинский возглавляет глава городского поселения г. Новоаннинский, который руководит ею на принципах единоначалия.
- Администрация городского поселения г. Новоаннинский занимается составлением и реализацией бюджета и муниципальных программ, подготовкой и реализацией стратегии социально-экономического развития, управлением муниципальными услугами и долгом, утверждением уставов муниципальных предприятий, осуществлением муниципального контроля, и другими полномочиями согласно законодательству.

Ревизионная комиссия городского поселения г. Новоаннинский
- Ревизионная комиссия городского поселения г. Новоаннинский является постоянно действующим органом внешнего муниципального финансового контроля.
- Ревизионная комиссия городского поселения г. Новоаннинский образуется Думой городского поселения г. Новоаннинский.

### Руководители органов местного самоуправления
- Председатель Думы городского поселения город Новоаннинский — Кабанова Надежда Эргашевна[62]
- Глава городского поселения город Новоаннинский — Егоров Сергей Геннадиевич[63]

## Известные уроженцы
- Бирюков Евгений Афанасьевич — генерал-майор Советской армии;
- Костина Татьяна Васильевна — казахстанский журналист, главный редактор газеты «Казахстанская правда» (2003—2017);
- Кулькин Евгений Александрович — советский и российский писатель, поэт и редактор, журналист;
- Попов Сергей Яковлевич — российский учёный, писатель. Член Союза писателей России. Доктор биологических наук, профессор;
- Шабунин Иван Петрович — российский государственный деятель, глава администрации Волгоградской области (1991—1997), депутат Совета Федерации (1993);
- Харитонов Александр Данилович — полковник Советской Армии, участник Великой Отечественной войны, Герой Советского Союза (1945)